# Gloria Siebert
Gloria Siebert (dekliški priimek Kovarik, poročena Uibel), nemška atletinja, * 13. januar 1964, Ortrand, Vzhodna Nemčija.
Nastopila je na poletnih olimpijskih igrah leta 1988, ko je osvojila naslov olimpijske podprvakinje v teku na 100 m z ovirami. Na svetovnih prvenstvih je v isti disciplini osvojila srebrno medaljo leta 1987, kot tudi na evropskih prvenstvih leta 1990, na evropskih dvoranskih prvenstvih pa srebrno medaljo v teku na 60 m z ovirami leta 1987. 